# Нуакшот-Сюд
Нуакшот-Сюд (араб. نواكشوط الجنوبية‎) — регион Мавритании. Состоит из трёх пригородов Нуакшота: Арафат , Эль-Мина и Эр-Рияд. В пределах Нуакшот-Сюд находится порт Нуакшота.
Нуакшот-Сюд был образован 25 ноября 2014 года. По переписи населения, проведенной в 2013 году, число жителей области составило 425673 человек. Губернатор — Раббу Ульд Буунена.